# Traugott Immanuel Jerichow
Traugott Immanuel Jerichow (* in Löbau; † 1. September 1734 in Bremen) war ein deutscher evangelischer Theologe und Kirchenlieddichter.

## Leben und Werk
Traugott Immanuel Jerichow wurde in Löbau geboren. Nach seinem Studium fungierte er als Rektor der evangelischen Fürstentumsschule bei Teschen. Mit den Predigern Johann Ludwig Sassadius, Johann Adam Steinmetz und Johannes Muthmann sowie mit dem Konrektor Georg Sargeneck wurde er 1730 bei der Verfolgung der Protestanten aus der Stadt vertrieben und floh zunächst nach Leipzig. Als Pagenhofmeister ging er danach nach Kopenhagen. Außerdem wirkte er dort als Hofprediger. Von dort erhielt er einen Ruf als Prediger in der Vorstadt von Oldenburg; 1733 trat er die Stelle an. Am 1. September des nächsten Jahres verstarb er in Bremen, wo er sich zur Kur aufgehalten hatte.
Jerichow dichtete einige geistliche Lieder. Laß dich, Ueberwinder, von mir überwinden wurde 1714 in den zweiten Teil von Johann Anastasius Freylinghausens Geistreichem Gesangbuch aufgenommen. 1738 erhielt es auch Aufnahme in das Gesangbuch von Klosterbergen. Ein weiteres seiner Lieder findet sich wohl zuerst 1733 in der Cöthenschen Liedersammlung von Johann Ludwig Konrad Allendorf. Auch dieses wurde zuerst im Klosterberger und dann in weiteren Gesangbüchern gedruckt.

## Werke
- Laß dich, Ueberwinder, von mir überwinden
- Das edle Kreuz macht ja recht edle Christen